# Derrick Coleman (fútbol americano)
Derrick Coleman (18 de octubre de 1990) es un jugador de fútbol americano en la posición de corredor para Seattle Seahawks de la NFL. Fue firmado como agente libre por los Minnesota Vikings en 2012. Es el primer jugador ofensivo legalmente sordo en la NFL.

## Biografía
Coleman se quedó sordo a la edad de 3 años. Antes de ser seleccionado para la NFL jugó fútbol colegial para la Universidad de California.
Tras no ser seleccionado en el draft por los Seahawks de Seattle, pasó a formar parte de la escuadra de prácticas de los Vikingos de Minnesota antes de unirse a la lista de los 53 hombres de Seattle después del cuarto partido de pretemporada. En el juego de la semana uno en contra de los Carolina Panthers, Coleman tuvo 3 pases para lograr 30 yardas. Logró su primer touchdown como profesional el 2 de diciembre de 2013 en el Monday Night Football contra los New Orleans Saints.
En enero de 2014, Coleman apareció en un comercial que se hizo rápidamente conocido de las pilas Duracell. Tras intercambiar cartas, Coleman y Duracell decidieron invitar a la familia Kovalcik al juego del Super Bowl XLVIII.